# Donaldsonville
Donaldsonville è un comune degli Stati Uniti d'America, situato nello Stato della Louisiana, in particolare nella parrocchia di Ascension, della quale è il capoluogo.